# Трудовка (Башкортостан)
Трудовка (баш. Трудовка) — деревня в  Аургазинском районе Республики Башкортостан России. Входит в Кебячевский сельсовет.  
С 2005 современный статус.

## История
Статус деревня, сельского населённого пункта, посёлок получил согласно Закону Республики Башкортостан от 20 июля 2005 года N 211-з «О внесении изменений в административно-территориальное устройство Республики Башкортостан в связи с образованием, объединением, упразднением и изменением статуса населенных пунктов, переносом административных центров», ст.1:

6. Изменить статус следующих населенных пунктов, установив тип поселения — деревня:
 
5)  в Аургазинском районе:…

я12) поселка Трудовка Кебячевского сельсовета

## Географическое положение
Расстояние до:
- районного центра (Толбазы): 13 км,
- центра сельсовета (Кебячево): 4 км,
- ближайшей железнодорожной станции (Белое Озеро): 24 км.

## Население
| 2002 | 2009 | 2010 |
| ---- | ---- | ---- |
| 25   | ↘20  | ↗22  |

Национальный состав
Согласно переписи 2002 года, преобладающие национальности — чуваши (64 %), русские (36 %).